# Pogrom w Warszawie (1805)
Pogrom w Warszawie – antyżydowskie zamieszki, które wybuchły w Warszawie 16 czerwca 1805 roku, w oktawie Bożego Ciała. Zgodnie z relacjami katolików procesja idąca ulicą Senatorską miała zostać obrzucona z żydowskich lokali kamieniami lub innymi odłamkami. Odpowiedzią chrześcijan było plądrowanie i pobicia, których dopuszczali się zwłaszcza młodzi ludzie zatrudnieni w rzemiośle. Spokój przywrócono ostatecznie 18 czerwca.

## Geneza

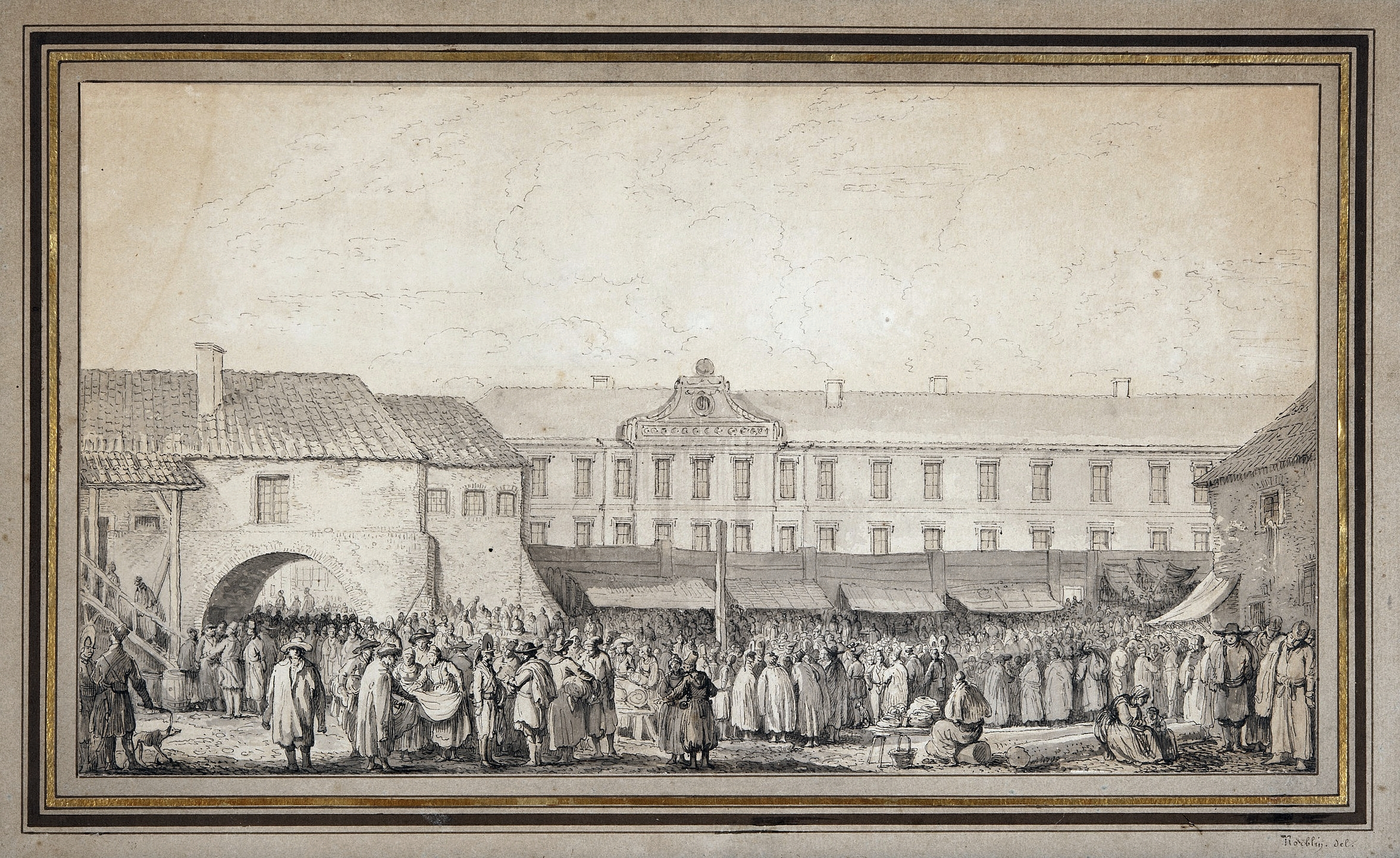
Targ w Pociejowie, rysunek autorstwa Jana Piotra Norblina z 1795 roku. Pod koniec XVIII wieku coraz więcej Żydów osiedlało się na terenie jurydyki. Rodziło to niezadowolenie chrześcijańskich mieszkańców miasta, wysoko ceniących nadany Warszawie przywilej de non tolerandis Judaeis.

Marywil był w XVIII wieku centrum towarzyskim i ważnym punktem handlowym Warszawy. Sąsiadujący z nim Pociejów stał się centrum osadnictwa żydowskiego, z własną synagogą za czasów Augusta III oraz targowiskiem po 1785 roku. Było to możliwe ze względu na status jurydyki, w której nie obowiązywał przywilej de non tolerandis Judaeis. Ze względu na napływ Żydów dzielnicę zaczęli opuszczać możniejsi mieszkańcy, a ich miejsce zajmowali rzemieślnicy chrześcijańscy, co doprowadziło do spadku jakości życia w okolicy. Pomiędzy konkurującymi grupami żydowskich i chrześcijańskich kupców i rzemieślników rosło napięcie. Mieszczanie chrześcijańscy mieli pretensję do Żydów o służbę szlachcie, byli zirytowani łamaniem przywileju antyżydowskiego, do tego dochodziła niechęć do obcych obyczajów. Konflikt ten doprowadził w 1790 roku do dwóch pogromów: 17 kwietnia i 16 maja.
| Rok       | Ludność ogółem | Żydzi | Procent populacji |
| --------- | -------------- | ----- | ----------------- |
| 1796      | 66572          | 8600  | 12,9              |
| 1800      | 63572          | 9693  | 15,2              |
| 1804/1805 | 66761          | 11551 | 17,3              |

Po rozbiorach utrzymywał się wśród chrześcijańskich mieszczan negatywny obraz Żydów, co budziło zażenowanie władz pruskich. Od czasu wprowadzenia administracji pruskiej systematycznie rósł odsetek ludności żydowskiej, od około 13% w roku 1796 do 17% w 1805. Jednocześnie dawna stolica Rzeczypospolitej przeżywała zapaść gospodarczą. Choć według urzędników działalność Żydów nie wpływała negatywnie na pozostałą część ludności, to w obliczu kryzysu konflikty społeczne przybierały na sile. Nie bez znaczenia była także polityka pruska wobec wyznawców judaizmu. O ile w Statucie Generalnym dla Żydów z 17 kwietnia 1797 roku zachowywano ograniczenia osadnictwa, to zostały one złagodzone w rozporządzeniu z 21 listopada 1799 roku. De non tolerandis Judaeis przestał obowiązywać 6 lutego 1802 roku, wraz z innymi przywilejami miejskimi i cechowymi. Nie bez znaczenia były też wcześniejsze doświadczenia pogromowe – po zamieszkach z 1790 roku ówczesne władze podjęły akcję wysiedlania Żydów z Warszawy.

## Przebieg

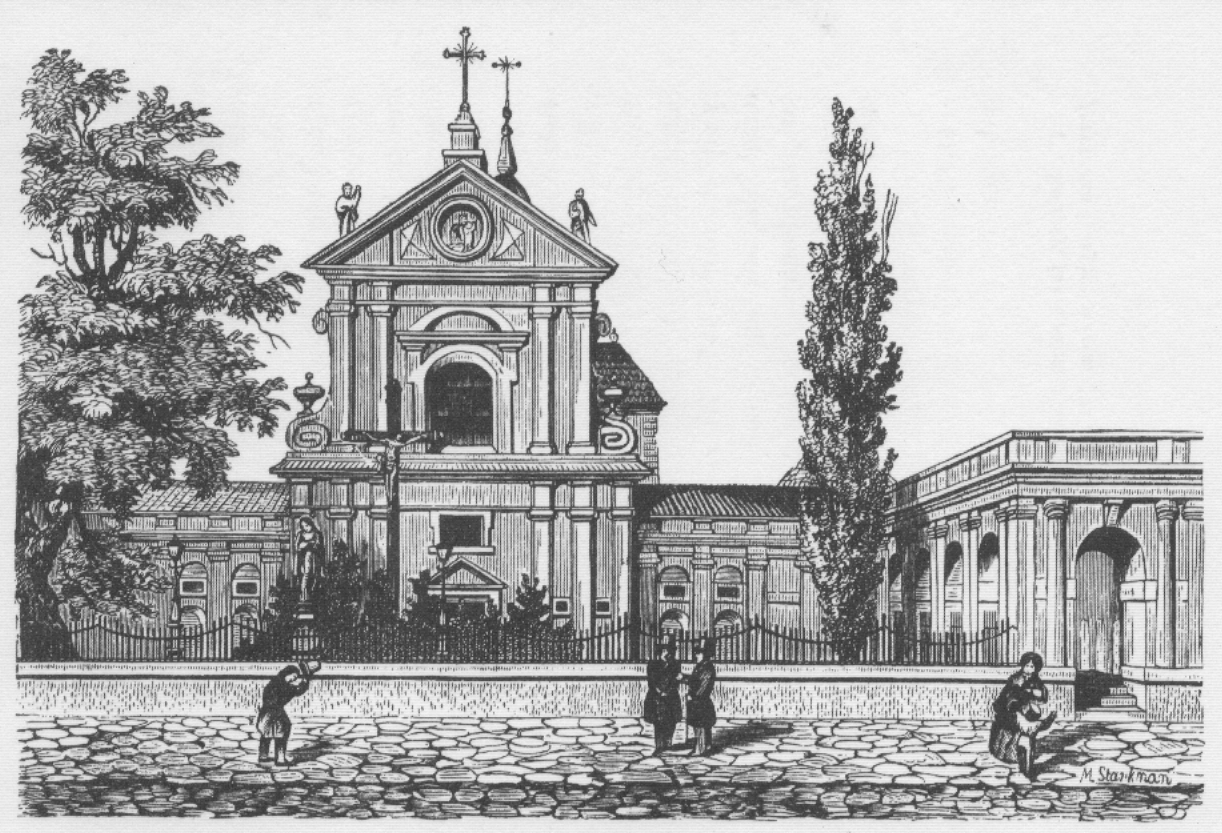
Kościół p.w. św. Antoniego Padewskiego przy ulicy Senatorskiej w Warszawie, drzeworyt autorstwa Michała Starkmana, około 1855 roku. W to miejsce 16 czerwca zmierzała procesja katolicka z kościoła św. Andrzeja Apostoła.

W 1805 roku Boże Ciało wypadało 13 czerwca. Wśród katolickich procesji zorganizowanych w oktawie tego święta jedna miała odbyć się 16 czerwca na ulicy Senatorskiej. Orszak miał przejść z kościoła św. Andrzeja Apostoła do kościoła pw. św. Antoniego Padewskiego. Jako że zgromadzenie nie było liczne, nie przewidywano przydzielenia do niego obstawy policyjnej. Środkiem mającym zapewnić spokój w czasie pochodu był obowiązujący zakaz opuszczania domów przez starozakonnych.
Zachowane źródła nie pozwalają na pewne przedstawienie przebiegu wydarzeń. Gdy procesja znajdowała się przy skrzyżowaniu ulicy Senatorskiej z Bielańską z zamieszkałej przez Żydów posiadłości Gołubskie miały spaść lub zostać rzucone kamienie lub fragmenty tynku czy gontu. Przedmioty takie miały według niektórych relacji trafić krzyż lub baldachim rozpostarty nad kapłanem niosącym konsekrowaną hostię. Relacje o obrzuceniu procesji kamieniami były sceptycznie odbierane przez urzędników pruskich. W tłumie wiernych podżegacze zaczęli żądać zemsty, co poskutkowało atakiem części uczestników procesji na dwór Gołubskie. Po wyważeniu drzwi do budynku katolicy rozpoczęli demolowanie lokali żydowskich i bicie ich mieszkańców. Grabiono też żydowskie sklepy. Tumult ten został zakończony wraz z pojawieniem się policji i kawalerii, siły porządkowe nie musiały uciekać się do przemocy.
Wieść o wydarzeniach rozeszła się po Warszawie i 17 czerwca tłum gapiów zebrał się pod bramą Gołubskiego. Ponieważ była ona zamknięta, obecni na miejscu wyważyli ją, po czym zabrali się za oglądanie zniszczeń na podwórzu posiadłości. Władze postawiły przy bramie straże, co prawdopodobnie spowodowało rozejście się zbiorowiska. Do wieczora sytuacja wyglądała na spokojną, w okolicy dochodziło jedynie do obrzucania Żydów obelgami. Napięcie wzrosło pod wieczór, gdy swoją pracę zakończyli rzemieślnicy. Młodzi ludzie ściągnęli do dzielnicy i rozpoczęli rabunek i rozboje. Zaatakowano kamienicę Sodera w Pociejowie oraz Pałac Jabłonowskich. Prawdopodobnie Żydzi aktywnie bronili się przed atakującymi, choć relacje w tym aspekcie są sprzeczne. Jeden z napastników zginął z rąk wartownika broniącego się bagnetem przed jego atakiem. Według Gazety Warszawskiej zamieszki zakończyły się w okolicach godziny 22, na co wpłynęło aresztowanie 95 sprawców oraz brak poparcia wśród obywateli Warszawy. Źródła oficjalne za koniec rozruchów uznały godzinę 20, a sukces przypisały akcji generała Friedricha Leopolda von Ruitsa, który obiecał wyjaśnienie ataku na procesję, oraz postawieniu w stan gotowości miejskiego garnizonu. 
Noc z 17 na 18 czerwca przebiegła spokojnie, nie licząc jednej, udaremnionej próby podpalenia w sąsiednim V cyrkule (Grzybowskim). Stan napięcia ponownie ujawnił się rano – wzburzeni chrześcijanie gromadzili się przed posesją Gołubskiego. Sytuację uspokoił gubernator Warszawy Georg Ludwig von Köhler. Powrócił on z prowincji i wygłosił dobrze przyjęte przemówienie, po czym zebrani mieli się rozejść, wnosząc jedynie o zwolnienie zatrzymanych poprzedniego dnia uczestników zamieszek.

## Konsekwencje i znaczenie

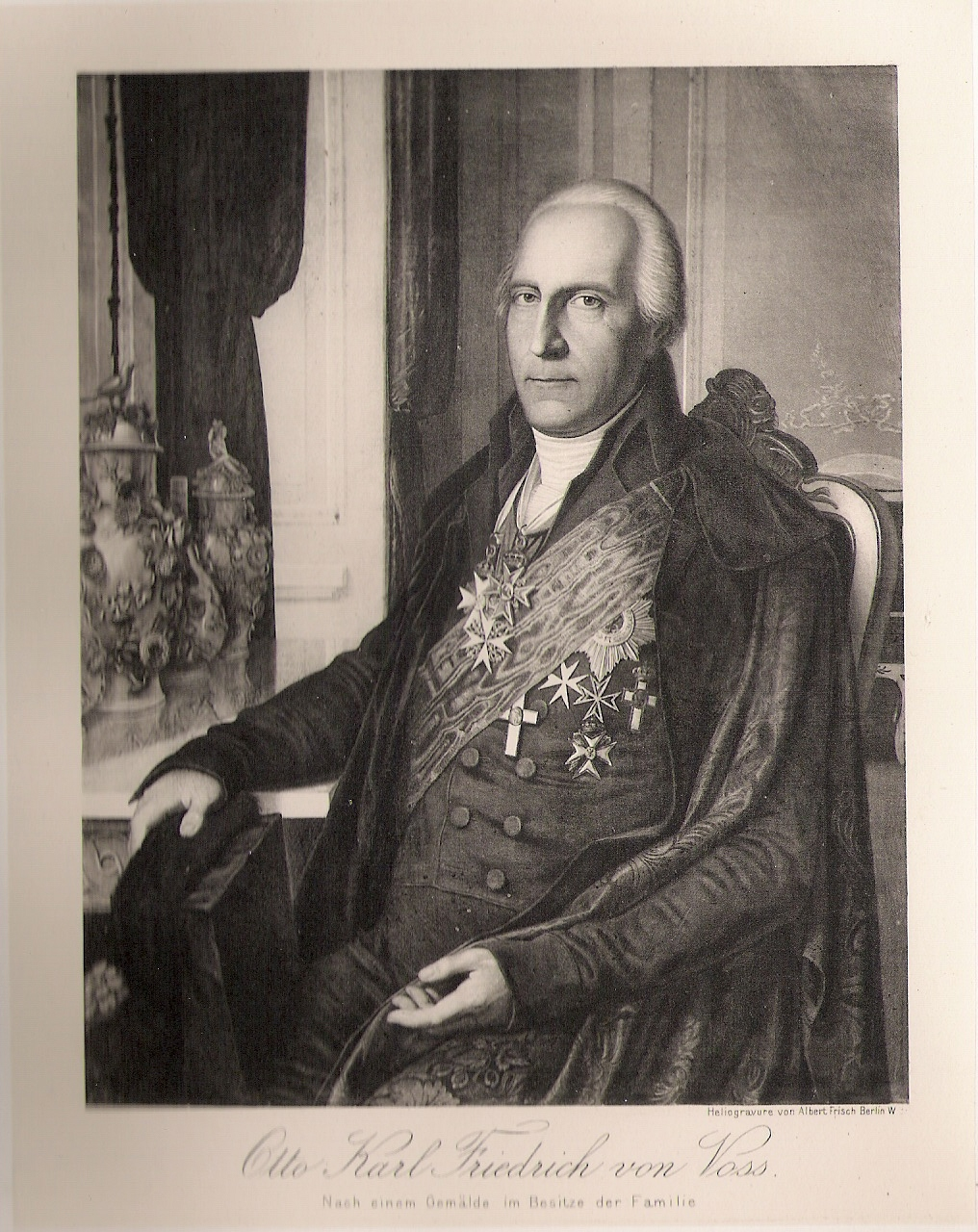
Minister Otto von Voß opisał czerwcowe wydarzenia w liście do Fryderyka Wilhelma III. Władze pruskie były zaniepokojone antyżydowskimi zajściami w Warszawie.

W atakach ucierpiało wielu Żydów. Dwóch zostało ciężko pobitych, a jeden – według części źródeł – został zamordowany przy Bramie Krakowskiej. Władze pruskie powołały specjalną komisję do osądzenia sprawców ataku. Uznanych za winnych poddano karze publicznego wymierzania batów przed ratuszem, w liczbie od 10 do 20. Jedną osobę Köhler postanowił wcielić karnie do wojska. Nieznany jest los trzech zatrzymanych obcokrajowców, w tym dwóch dezerterów z armii austriackiej. Gazeta Warszawska informowała swoich czytelników również o aresztowaniach wśród Żydów-prowokatorów, nie potwierdzają tego jednak oficjalne raporty. Te wyrażały zaniepokojenie trudną sytuację starozakonnych w mieście. Po 18 czerwca w mieście kontynuowano patrole wojskowe. Zakazano też tymczasowo sprzedaży wódki i piwa. Żydzi pootwierali swoje sklepy 20 czerwca. Tego dnia przeszły też kolejne procesje katolików.
Małgorzata Karpińska określiła wydarzenia z czerwca 1805 roku jako „zapomniany pogrom”. Nie był on szeroko opisywany w literaturze historycznej – przed warszawską badaczką wzmianki o nim przekazywali Hilary Nussbaum oraz Jakub Szacki, obaj mylnie podając 1804 roku jako datę zajścia. Po części wynika to ze słabo zachowanej bazy źródłowej. Głównym źródłem oficjalnym jest list ministra Otto von Voßa do króla Prus, datowanym na 1 lipca 1805 roku. Fryderyk Wilhelm III otrzymywał również bezpośrednie raporty od gubernatora warszawskiego Köhlera, jednak pierwszy, z 20 czerwca, nie zachował się, zaś drugi, z 24 czerwca, nie zawiera już wielu informacji. Niewiele informacji wnoszą relacje z drugiej ręki Georga Reinbecka, spisywane kilka tygodni po pogromie. Jedynym polskojęzycznym źródłem jest artykuł w Gazecie Warszawskiej opublikowany 2 lipca 1805 roku. Gazeta przemilczała początkowo zamieszki, a opisała je dopiero po nadaniu oficjalnego rządowego komunikatu, dotyczącego instrukcji postępowania w przypadku nowych tumultów. Tekst opisu był prawdopodobnie uzgadniany z administracją. Historyczka zwraca uwagę, że nie były to jedyne zapomniane pogromy warszawskie z I połowy XIX wieku. Innymi były wydarzenia z 27 maja 1829 roku, jak również napady na Żydów podczas nocy 15 sierpnia 1831 roku.